# سیزتا-مورودر وی۱۶تی
سیزتا-مورودر وی۱۶تی (به انگلیسی: Cizeta-Moroder V16T)، که اکنون فقط به عنوان سیزتا وی۱۶تی (به انگلیسی: Cizeta V16T) شناخته می‌شود، یک خودروی اسپورت ایتالیایی ساخته شده از سال ۱۹۹۱ تا ۱۹۹۵ توسط مهندس خودرو کلودیو زامپولی در یک سرمایه گذاری مشترک با آهنگساز موسیقی جورجو مورودر و طراحی شده توسط مارچلو گاندینی است. این خودرو تنها محصول شرکت سیزتا بود. وی۱۶تی توسط گروهی از کارمندان سابق لامبورگینی توسعه یافت و در ابتدا در دسامبر ۱۹۸۸ در لس آنجلس معرفی شد.
این خودرو در کلاس خودرو اسپورت قرار گرفته، طراحی آن موتور وسط عقب-محور عقب بوده طول آن در حالت طبیعی ۴٬۴۴۵ میلیمتر (۱۷۵٫۰ اینچ)، عرض آن در حالت طبیعی ۲٬۰۵۷ میلیمتر (۸۱٫۰ اینچ) و ارتفاع آن در حالت طبیعی ۱٬۱۱۵ میلیمتر (۴۳٫۹ اینچ) است.
موتور آن ۵۹۹۵ سی‌سی است.